# Olympische Sommerspiele 1996/Leichtathletik – 3000 m Hindernis (Männer)

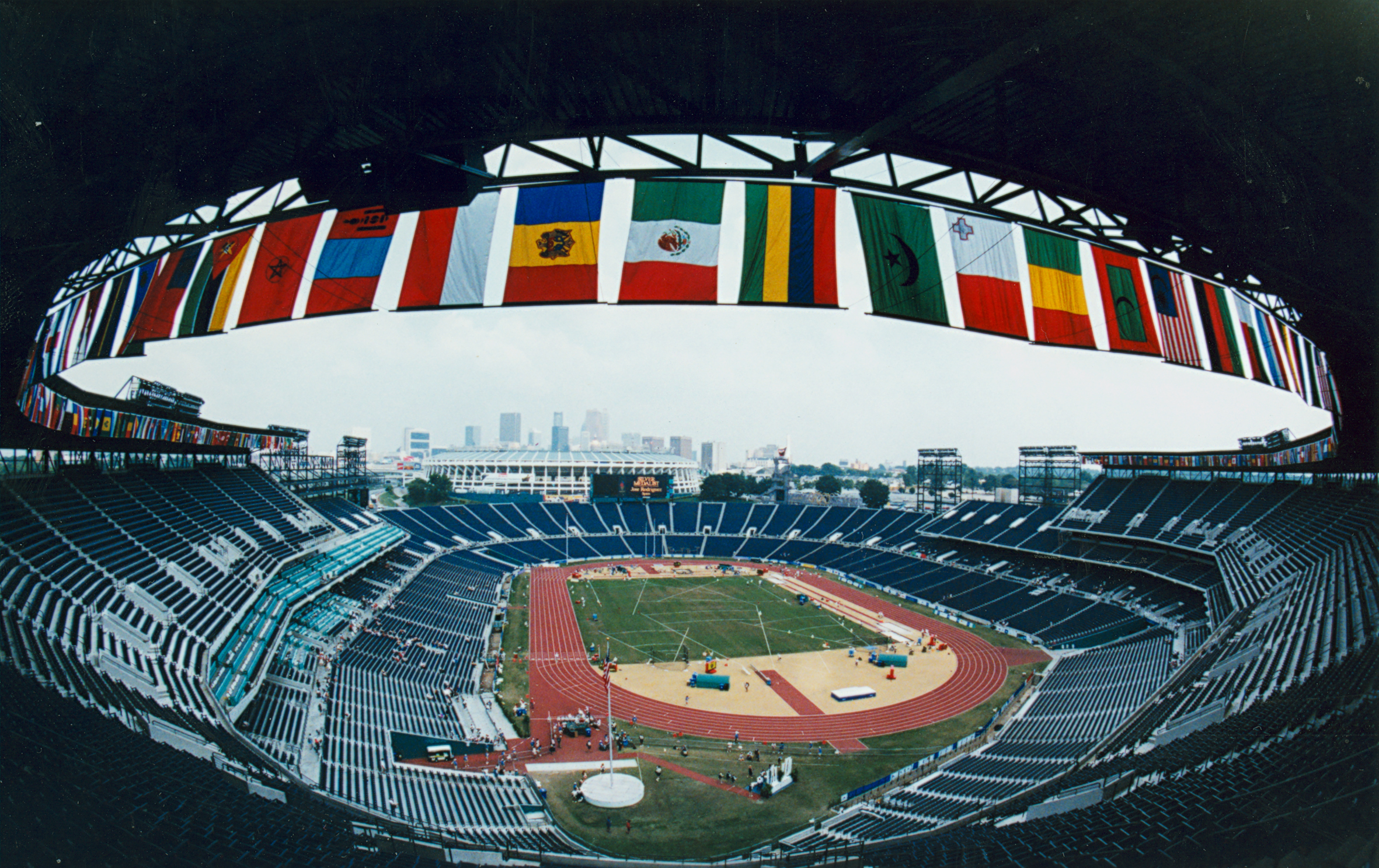
Das Centennial Olympic Stadium von Atlanta im Jahr 1996

Der 3000-Meter-Hindernislauf der Männer bei den Olympischen Spielen 1996 in Atlanta wurde am 29. und 31. Juli sowie am 2. August 1996 im Centennial Olympic Stadium ausgetragen. 35 Athleten nahmen teil.
Olympiasieger wurde der Kenianer Joseph Keter. Er gewann vor seinem Landsmann Moses Kiptanui und dem Italiener Alessandro Lambruschini.
Für Deutschland starteten Kim Bauermeister, Steffen Brand und Martin Strege. Bauermeister schied im Halbfinale aus, Brand und Strege qualifizierten sich für das Finale. Brand wurde Sechster, Strege Zehnter.
Athleten aus der Schweiz, Österreich und Liechtenstein nahmen nicht teil.

## Aktuelle Titelträger
| Olympiasieger 1992                      | Matthew Birir ( Kenia)                  | 8:08,84 min | Barcelona 1992       |
| Weltmeister 1995                        | Moses Kiptanui ( Kenia)                 | 8:04,16 min | Göteborg 1995        |
| Europameister 1994                      | Alessandro Lambruschini ( Italien)      | 8:22,40 min | Helsinki 1994        |
| Panamerikanischer Meister 1995          | Wander do Prado Moura ( Brasilien)      | 8:14,41 min | Mar del Plata 1995   |
| Zentralamerika und Karibik-Meister 1995 | Rubén García ( Mexiko)                  | 8:52,91 min | Guatemala-Stadt 1995 |
| Südamerika-Meister 1995                 | Clodoaldo do Carmo ( Brasilien)         | 8:56,87 min | Manaus 1995          |
| Asienmeister 1995                       | Saad Shaddad al-Asmari ( Saudi-Arabien) | 8:24,08 min | Jakarta 1995         |
| Afrikameister 1996                      | Kipkemboi Cheruiyot ( Kenia)            | 8:38,72 min | Yaoundé 1996         |
| Ozeanienmeister 1994                    | Harnish Christensen ( Neuseeland)       | 8:54,74 min | Auckland 1994        |

## Bestehende Rekorde
| Weltrekord         | 7:59,18 min | Moses Kiptanui ( Kenia) | Zürich, Schweiz           | 16. August 1995    |
| Olympischer Rekord | 8:05,51 min | Julius Kariuki ( Kenia) | Finale OS Seoul, Südkorea | 30. September 1988 |

Der bestehende olympische Rekord wurde bei diesen Spielen nicht erreicht. Im schnellsten Rennen, dem Finale, verfehlte der kenianische Olympiasieger Joseph Keter mit seinen 8:07,12 min den Rekord um 1,61 Sekunden. Zum Weltrekord fehlten ihm 7,94 Sekunden.
Anmerkung:
Alle Zeiten sind in Ortszeit Atlanta (UTC−5) angegeben.

## Vorrunde
29. Juli 1996
Die Athleten traten zu insgesamt drei Vorläufen an. Für das Halbfinale qualifizierten sich pro Lauf die sechs Erstplatzierten. Darüber hinaus kamen die sechs Zeitschnellsten, die sogenannten Lucky Loser, weiter. Die direkt qualifizierten Läufer sind hellblau, die Lucky Loser hellgrün unterlegt.

### Vorlauf 1
19:55 Uhr
| Platz | Name                    | Nation         | Zeit (min) |
| ----- | ----------------------- | -------------- | ---------- |
| 1     | Joseph Keter            | Kenia          | 8:30,23    |
| 2     | Godfrey Siamusiye       | Sambia         | 8:30,56    |
| 3     | Florin Ionescu          | Rumänien       | 8:31,34    |
| 4     | Alessandro Lambruschini | Italien        | 8:31,69    |
| 5     | Hicham Bouaouiche       | Marokko        | 8:31,97    |
| 6     | Martin Strege           | Deutschland    | 8:32,76    |
| 7     | Jamal Abdi Hassan       | Katar          | 8:32,76    |
| 8     | Eduardo Henriques       | Portugal       | 8:38,58    |
| 9     | Elisardo de la Torre    | Spanien        | 8:42,75    |
| 10    | Spencer Duval           | Großbritannien | 8:46,76    |
| 11    | Robert Gary             | USA            | 8:49,68    |
| DNF   | Primo Higa              | Salomonen      |            |

### Vorlauf 2
20:10 Uhr
| Platz | Name               | Nation         | Zeit (min) |
| ----- | ------------------ | -------------- | ---------- |
| 1     | Abdelaziz Sahere   | Marokko        | 8:26,79    |
| 2     | Matthew Birir      | Kenia          | 8:27,09    |
| 3     | Mark Croghan       | USA            | 8:27,91    |
| 4     | Joël Bourgeois     | Kanada         | 8:28,14    |
| 5     | Justin Chaston     | Großbritannien | 8:28,32    |
| 6     | Wladimir Pronin    | Russland       | 8:29,49    |
| 7     | Nadir Bosch        | Frankreich     | 8:31,65    |
| 8     | Kim Bauermeister   | Deutschland    | 8:36,86    |
| 9     | Ricardo Vera       | Uruguay        | 8:40,78    |
| 10    | Néstor Nieves      | Venezuela      | 8:47,34    |
| 11    | Vítor Almeida      | Portugal       | 8:48,16    |
| 12    | Clodoaldo do Carmo | Brasilien      | 8:51,78    |

### Vorlauf 3
20:25 Uhr
| Platz | Name                   | Nation         | Zeit (min) |
| ----- | ---------------------- | -------------- | ---------- |
| 1     | Angelo Carosi          | Italien        | 8:30,83    |
| 2     | Moses Kiptanui         | Kenia          | 8:30,87    |
| 3     | Brahim Boulami         | Marokko        | 8:30,97    |
| 4     | Steffen Brand          | Deutschland    | 8:31,18    |
| 5     | Marc Davis             | USA            | 8:31,25    |
| 6     | Keith Cullen           | Großbritannien | 8:31,26    |
| 7     | Jim Svenøy             | Norwegen       | 8:31,30    |
| 8     | Christopher Unthank    | Australien     | 8:31,86    |
| 9     | Wladimir Goljas        | Russland       | 8:35,50    |
| 10    | Shadrack Mogotsi       | Südafrika      | 8:46,24    |
| 11    | Ibrahim al-Asiri Yahya | Saudi-Arabien  | 8:46,37    |

## Halbfinale
31. Juli 1996
Aus den beiden Halbfinals qualifizierten sich pro Lauf die ersten fünf Athleten. für das Finale. Darüber hinaus kamen die zwei Zeitschnellsten, die sogenannten Lucky Loser, weiter. Die direkt qualifizierten Läufer sind hellblau, die Lucky Loser hellgrün unterlegt.

### Lauf 1

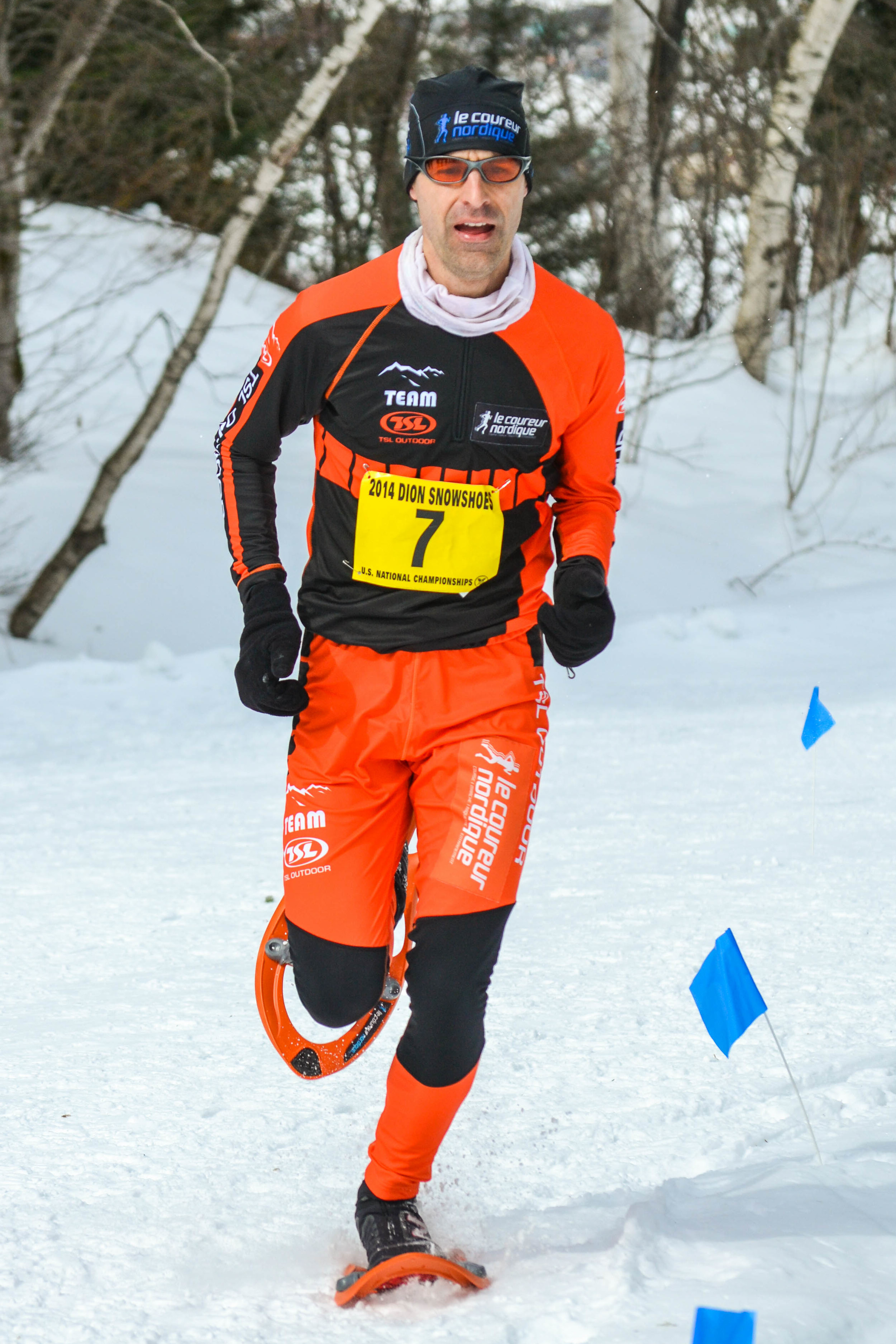
Joël Bourgeois (Foto: 2014) – ausgeschieden als Siebter des ersten Halbfinals

20:00 Uhr
| Platz | Name                    | Nation         | Zeit (min) |
| ----- | ----------------------- | -------------- | ---------- |
| 1     | Marc Davis              | USA            | 8:26,76    |
| 2     | Matthew Birir           | Kenia          | 8:27,16    |
| 3     | Alessandro Lambruschini | Italien        | 8:27,32    |
| 4     | Hicham Bouaouiche       | Marokko        | 8:27,76    |
| 5     | Martin Strege           | Deutschland    | 8:27,99    |
| 6     | Florin Ionescu          | Rumänien       | 8:28,77    |
| 7     | Joël Bourgeois          | Kanada         | 8:31,45    |
| 8     | Abdelaziz Sahere        | Marokko        | 8:33,90    |
| 9     | Wladimir Goljas         | Russland       | 8:36,85    |
| 10    | Godfrey Siamusiye       | Sambia         | 8:37,41    |
| 11    | Keith Cullen            | Großbritannien | 8:46,74    |
| 12    | Kim Bauermeister        | Deutschland    | 8:51,83    |

### Lauf 2
20:15 Uhr
| Platz | Name                | Nation         | Zeit (min) |
| ----- | ------------------- | -------------- | ---------- |
| 1     | Joseph Keter        | Kenia          | 8:18,90    |
| 2     | Moses Kiptanui      | Kenia          | 8:18,91    |
| 3     | Steffen Brand       | Deutschland    | 8:19,11    |
| 4     | Jim Svenøy          | Norwegen       | 8:19,79    |
| 5     | Brahim Boulami      | Marokko        | 8:20,43    |
| 6     | Mark Croghan        | USA            | 8:21,01    |
| 7     | Angelo Carosi       | Italien        | 8:21,86    |
| 8     | Christopher Unthank | Australien     | 8:25,59    |
| 9     | Justin Chaston      | Großbritannien | 8:28,50    |
| 10    | Wladimir Pronin     | Russland       | 8:34,79    |
| 11    | Jamal Abdi Hassan   | Katar          | 8:36,40    |
| 12    | Nadir Bosch         | Frankreich     | 8:47,31    |

## Finale
2. August 1996, 21:05 Uhr
| Platz | Name                    | Nation      | Zeit (min) |
| ----- | ----------------------- | ----------- | ---------- |
| 1     | Joseph Keter            | Kenia       | 8:07,12    |
| 2     | Moses Kiptanui          | Kenia       | 8:08,33    |
| 3     | Alessandro Lambruschini | Italien     | 8:11,28    |
| 4     | Matthew Birir           | Kenia       | 8:17,18    |
| 5     | Mark Croghan            | USA         | 8:17,84    |
| 6     | Steffen Brand           | Deutschland | 8:18,52    |
| 7     | Brahim Boulami          | Marokko     | 8:23,13    |
| 8     | Jim Svenøy              | Norwegen    | 8:23,39    |
| 9     | Angelo Carosi           | Italien     | 8:29,67    |
| 10    | Martin Strege           | Deutschland | 8:30,31    |
| 11    | Hicham Bouaouiche       | Marokko     | 8:46,22    |
| 12    | Marc Davis              | USA         | 9:51,96    |

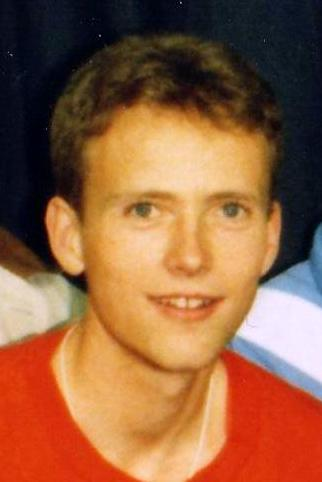
Jim Svenøy wurde Olympiaachter

Für das Finale hatten sich alle drei Kenianer qualifiziert. Sie liefen gegen je zwei Deutsche, Italiener, Marokkaner und US-Athleten sowie einen Norweger.
Als Favoriten galten die Kenianer um Weltmeister und Weltrekordler Moses Kiptanui, der im Vorjahr als erster Hindernisläufer die 8-Minuten-Marke unterboten hatte. Außerdem gehörten der Olympiasieger von 1992 Matthew Birir und Joseph Keter zum Aufgebot des Landes. Anwärter für vordere Platzierungen hinter den Kenianern waren der italienische Europameister Alessandro Lambruschini, sein Landsmann Angelo Carosi, Vizeeuropameister und WM-Fünfter, sowie der deutsche WM-Vierte Steffen Brand.
Kiptanui übernahm gleich in der ersten Runde die Führung. Das Rennen war schnell mit immer wieder leicht wechselndem Tempo Bei 1000 Metern – Durchgangszeit 2:44,36 min – hatte sich eine siebenköpfige Spitzengruppe etwas abgesetzt. 500 Meter weiter lagen die drei Kenianer klar in Front. Dahinter folgte eine vierköpfige Gruppe. Doch an der 2000-Meter-Marke – Durchgangszeit 5:29,12 min – hatte Lambruschini sich wieder an die drei Führenden herangearbeitet. Die zweiten tausend Meter waren mit 2:44,76 min etwa gleich schnell wie die ersten. Mit einem Rückstand von ca. fünfzehn Metern folgten der US-Amerikaner Mark Croghan und der Marokkaner Brahim Boulami. Dahinter liefen Carosi und mit einer weiteren Lücke Brand. Zu Beginn der vorletzten Runde fand auch Croghan noch einmal Anschluss zur Spitzengruppe. Aber das Bild änderte sich schnell wieder. Vorne setzten sich Keter, Kiptanui und Lambruschini ab, der Italiener hatte allerdings Mühe, dem forcierten Tempo zu folgen und musste auf der Gegengeraden der letzten Runde abreißen lassen. Aber sein Abstand zu den Verfolgern war groß. Im Spurt um Gold setzte sich Joseph Keter durch und sicherte sich den Olympiasieg vor Moses Kiptanui. Alessandro Lambruschini verteidigte seinen großen Vorsprung und gewann die Bronzemedaille vor Matthew Birir und Mark Croghan. Steffen Brand hatte sich das Rennen gut eingeteilt und kam noch als Sechster vor Brahim Boulami ins Ziel.
Joseph Keter errang den vierten kenianischen Sieg in Folge über 3000 Meter Hindernis.
Insgesamt waren es die sechste Goldmedaille und der fünfte Doppelsieg für Kenia in dieser Disziplin.

## Videolinks
- Men's 3000m Steeplechase -1996 Olympics, youtube.com, abgerufen am 5. Januar 2022
- 3000m Steeplechase Final - 1996 youtube.com, abgerufen am 2. März 2018